# Marc Chavannes
Marc Chavannes, nizozemski novinar in univerzitetni učitelj, * 20. september 1946, Haag, Nizozemska, † 10. januar 2024.
Chavannes je bil nizozemski profesor novinarstva na Univerzi v Groningenu in novinar, na primer za rotterdamski časopis NRC Handelsblad in družba za radio AVRO.

## Nagrade
- 1988: Prijs voor de Dagbladjournalistiek
- 2004: Anne Vondelingprijs